# Tyonek
Tyonek est une localité d'Alaska (CDP) aux États-Unis, appartenant au borough de la péninsule de Kenai. Sa population était de 171 habitants en 2010.

## Situation - climat
Elle est située sur une falaise sur la rive nord-ouest du golfe de Cook à 69 km au sud-ouest d'Anchorage, elle n'est pas directement située sur la Péninsule Kenai.
Les températures moyennes vont de −16 °C à −6 °C en janvier et de 8 °C à 18 °C en juillet.

## Histoire
Tyonek est un village Dena'ina, comme plusieurs lieux voisins comme Beluga. Le capitaine James Cook, dans son journal, en 1778 fait une description précise des habitants et observe qu'ils faisaient du commerce directement avec les Russes. Entre 1836 et 1840, la moitié de la population indigène meurt de la variole.
L'Alaska Commercial Company y avait un important comptoir en 1875. Après la découverte d'or à Resurrection Creek en 1880, Tyonek devint un centre d'approvisionnement pour les mineurs. Une usine de salaison fut ouverte en 1896, et en 1915 la Réserve de Tyonek (aussi appelée Moquawkie Indian Reservation) a été établie.
En 1918-1919, une épidémie de grippe a décimé une grande partie de la population. À la suite d'une inondation en 1930, la communauté s'est déplacée à l'endroit qu'elle occupe actuellement. Mais, avec l'expansion d'Anchorage, la population a commencé à décliner.
Les habitants pratiquent une économie de subsistance, à base de pêche et de chasse. La localité possède un aérodrome.

## Démographie
| 1880 | 1890 | 1900 | 1920 | 1930 | 1940 |
| ---- | ---- | ---- | ---- | ---- | ---- |
| 117  | 115  | 107  | 58   | 78   | 136  |

| 1950 | 1960 | 1970 | 1980 | 1990 | 2000 |
| ---- | ---- | ---- | ---- | ---- | ---- |
| 132  | 187  | 232  | 239  | 154  | 193  |

| 2010 | - | - | - | - | - |
| ---- | - | - | - | - | - |
| 171  | - | - | - | - | - |